# Ukrajna turizmusa

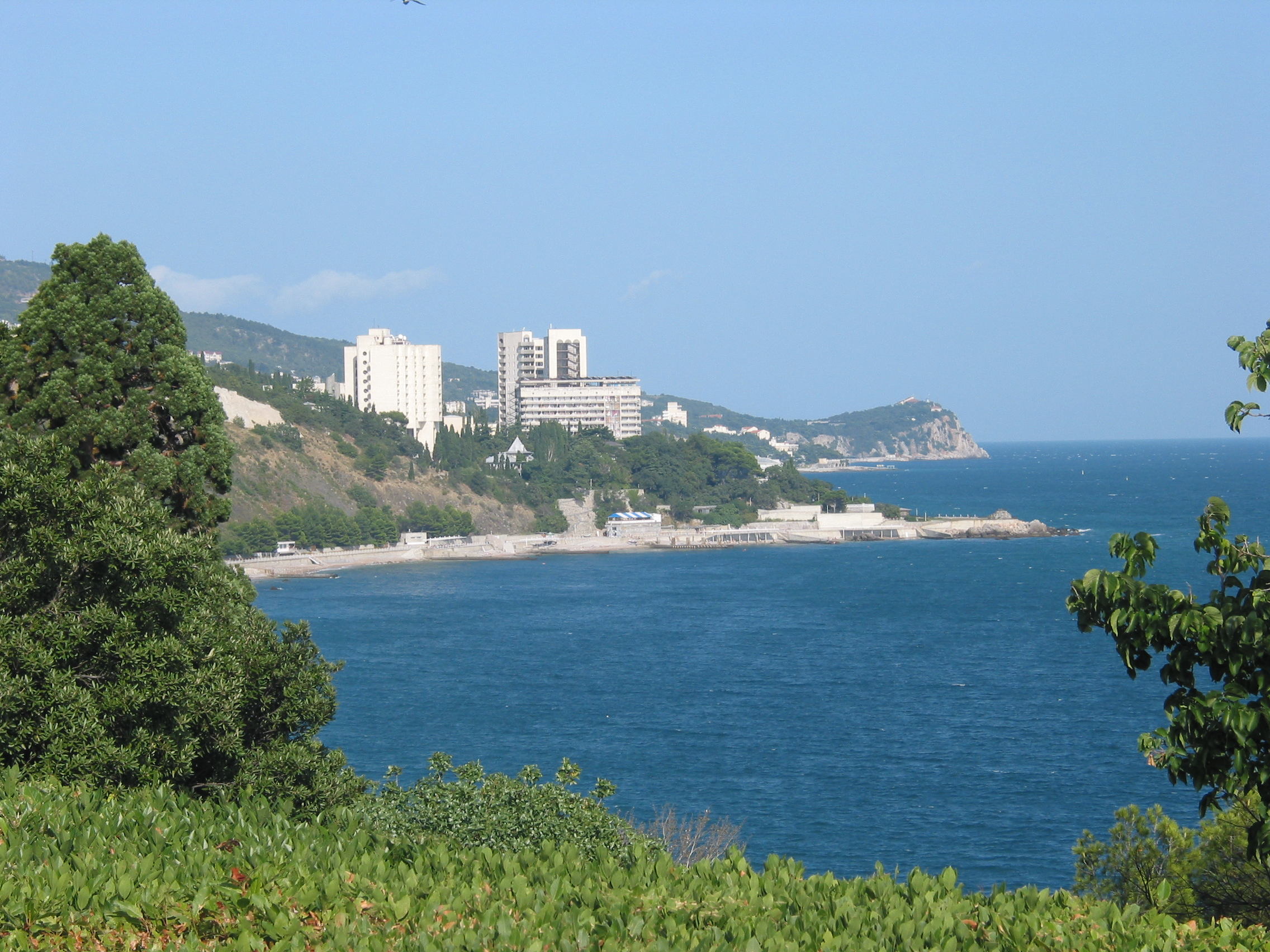
Krími tengerpart

Ukrajna turizmusa többek között az ország turisztikai felosztását, a legfontosabb és legjellegzetesebb turisztikai látnivalókat, a természetjárás, üdülő- és gyógyturizmus fő jellemzőit, valamint a turistáknak nyújtott szolgáltatások, a szállás, étkezés és közlekedés adottságait jelenti.

## Turisztikai látnivalók

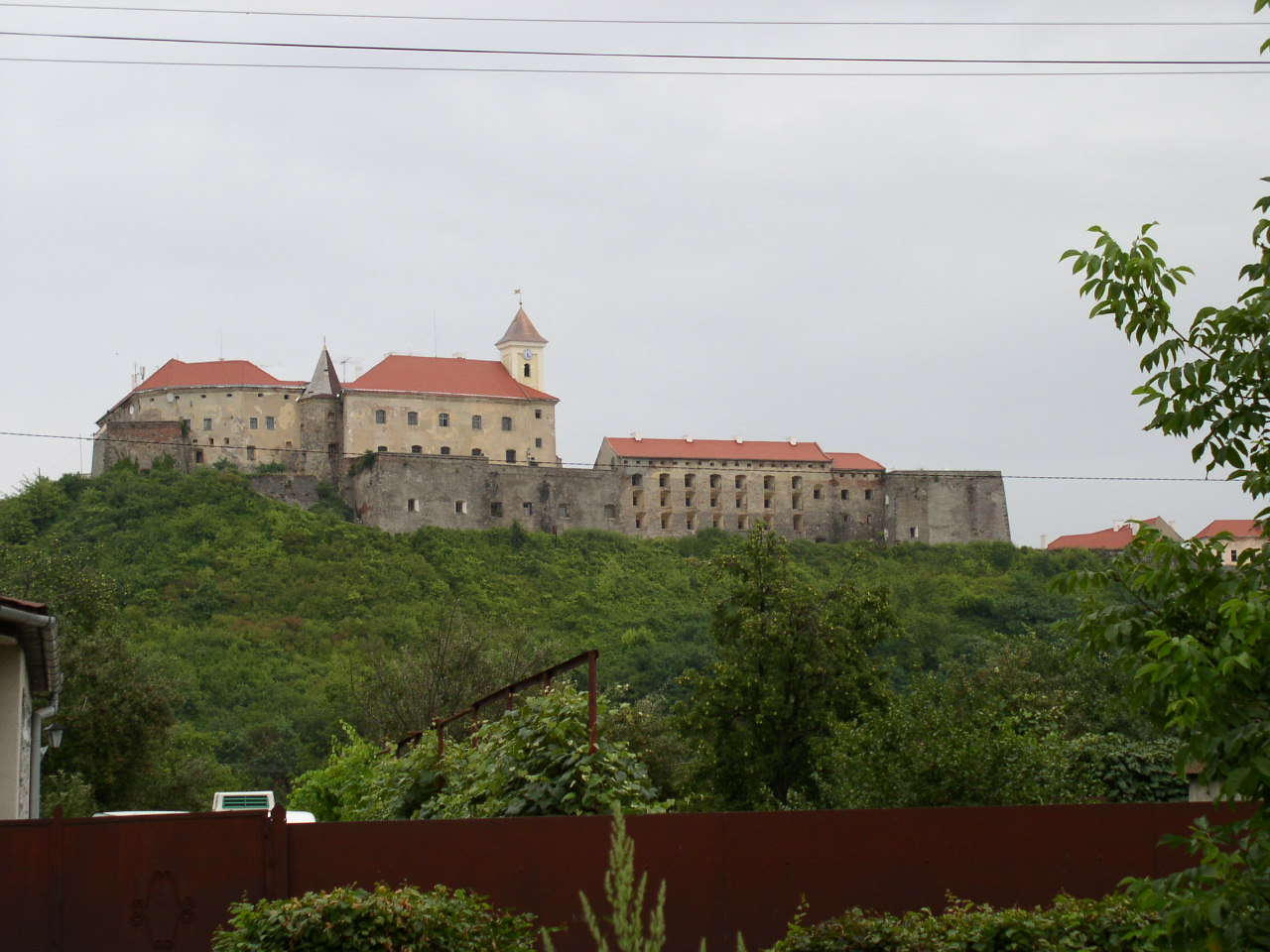
A munkácsi vár

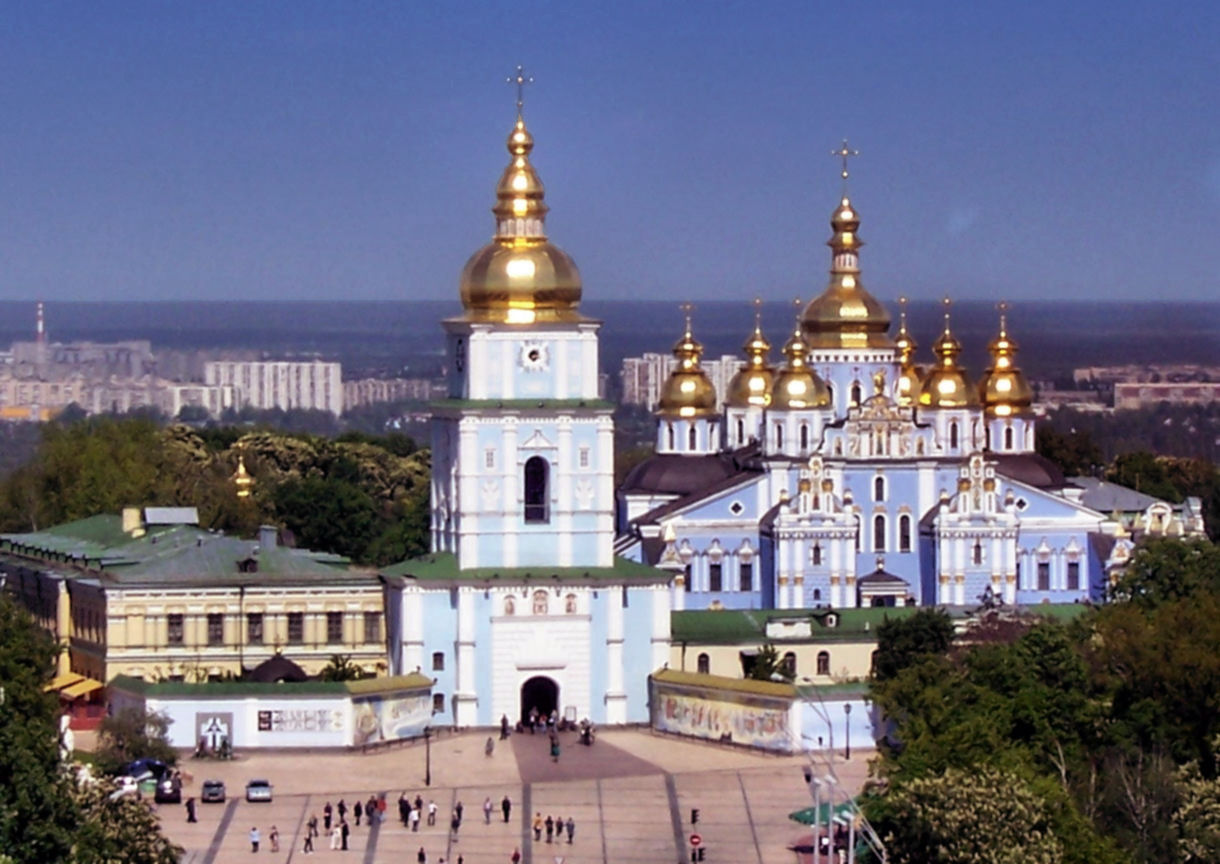
A kijevi Szent Mihály kolostor

### Világörökségi helyszínek
- Kijev: Szent Szófia-székesegyház és a kapcsolódó kolostorépületek, a Pecserszka Lavra (barlangkolostor)
- Lviv – a történelmi városközpont műemlékegyüttese
- Struve földmérő vonal (Fehéroroszország, Észtország, Finnország, Lettország, Litvánia, Norvégia, Moldovai Köztársaság, Oroszországi Föderáció, Svédország, Ukrajna)
- A Kárpátok és más európai régiók ősbükkösei (Németországgal és Szlovákiával közös)

### Régió szerint

#### Nyugat-Ukrajna
Kárpátalja
- Munkácsi vár
- Hoverla (2061 m, Ukrajna legmagasabb csúcsa)
- Ungvár

Galícia
- Lviv történelmi óvárosa

Volinyi terület
- Sacki-tavak

Bukovina
- Csernyivci történelmi óvárosa
- Dnyeszter kanyon

Podólia
- Kamjanec-Pogyilszkij

Mikolajivi terület
- Bug folyó gránit sztyeppéi tájpark

#### Kelet-Ukrajna
Kijev és Ukrán-alföld
- Kijev – Szent Szófia-székesegyház, Szent Mihály-székesegyház, Pecserszka Lavra, Aranykapu
- Csernyihiv – középkori óváros
- Umany – Szofijivszkij-park
- Hortica-sziget, Zaporizzsjában
- Sétahajózás a Dnyeszteren

Fekete-tengeri partvidék
- Krím
  - Jalta
  - Szevasztopol
  - Jevpatorija
  - Kercs
  - Szimferopol
- Odessza
- Vilkove, az ukrán Velence

## Természetjárás
Túrák a Krími-hegységben
Duna-delta, kirándulások Izmajilból Odesszai terület

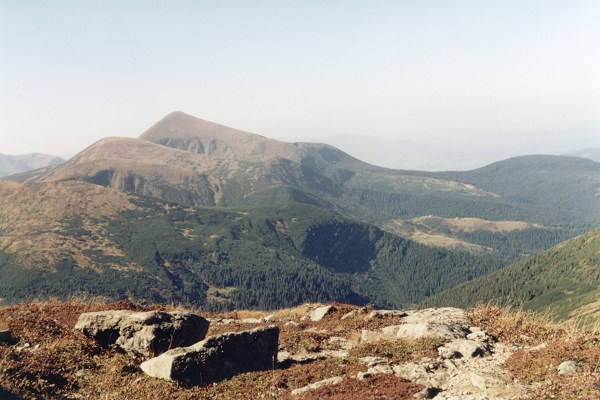
A Hoverla látképe a Máramarosi-havasokban

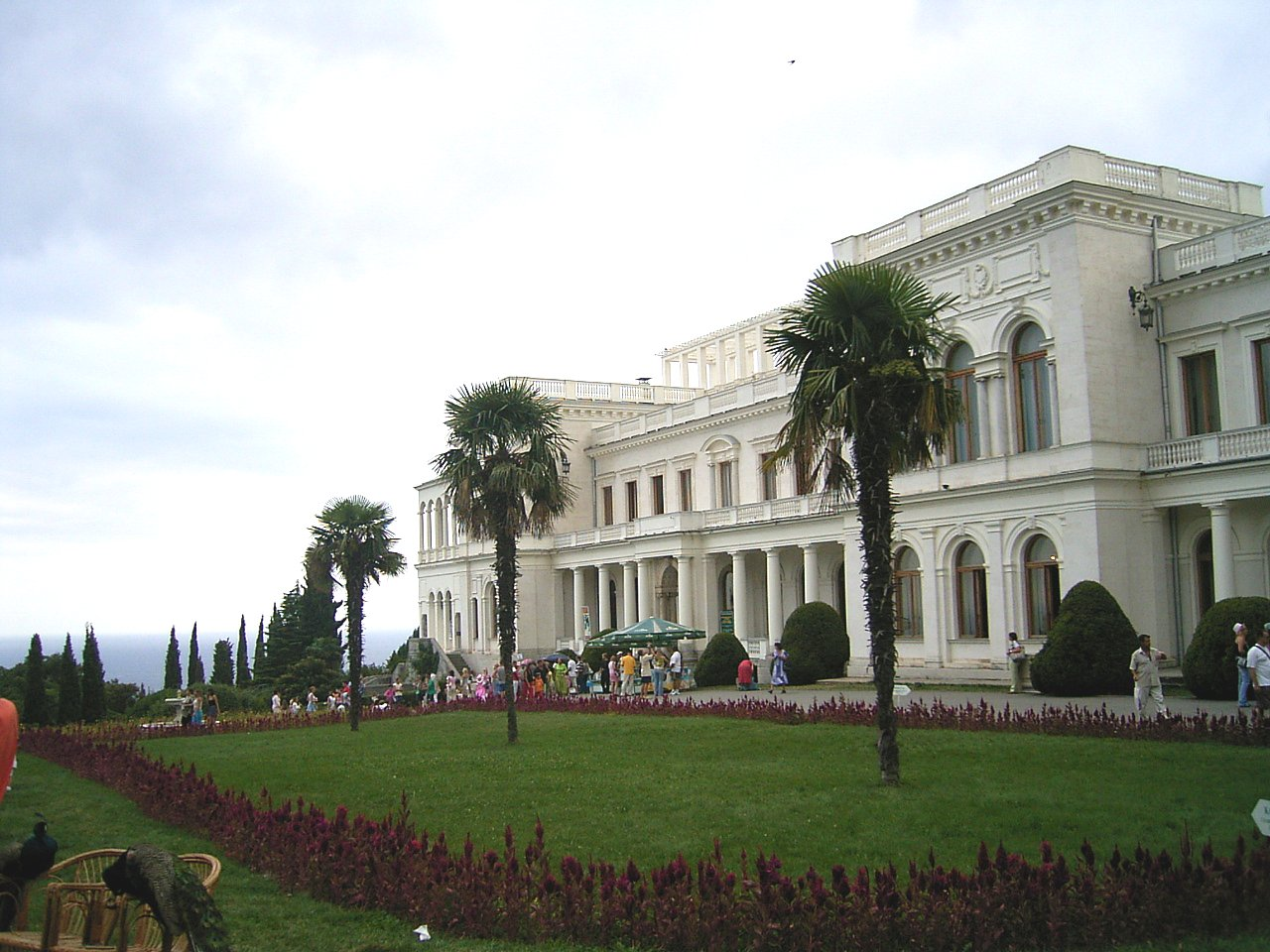
A Livadia-palota Jaltában

## Üdülőturizmus, aktív turizmus
Melitopol és Berdjanszk környéki strandok az Azovi-tenger partján.
Aszkanyija-Nova természetvédelmi terület, Herszoni terület

## Gyógyturizmus
Jalta és környéke számos szanatóriummal rendelkezik.

## Katasztrófaturizmus
A Csernobili atomerőműben 1986-ban történt baleset után kiürített Pripjaty városa évente számos kíváncsi érdeklődőt vonz. (2011-2015 között szünetelt a szervezett csoportos látogathatóság lehetősége.)

## Külső hivatkozások
- Világörökségek
- Természetjárás